# 福晉葉赫那拉氏 (清太祖)
福晋叶赫那拉氏，杨吉砮贝勒之女，清太祖努爾哈赤之福晋。当时依她的名字绰奇（转写：coki），称绰奇福晋（转写：coki fujin），或绰奇姨母（转写：coki deheme）:145，后世文献所称側妃叶赫那拉氏。

## 名字和生父
康熙二十年十月《内务府奏销档》，称她为绰奇福晋（转写：coki fujin），更早的《清太宗实录》顺治版、康熙版称她为绰奇姨母（转写：coki deheme），乾隆定本改称绰奇福晋。绰奇（转写：coki）当是她的本名。满语意为“突出的前额”，即民间所说“锛儿头”:145。
清朝官方文献《玉牒》:145及《星源集庆》称绰奇为杨吉砮贝勒之女，即努尔哈赤福晉、皇太極之母孟古哲哲的妹妹。当代研究者赵殿坤引用《葉赫納蘭氏八旗族譜》記載，称她是拜三之女，阿爾卜其（或作阿尔布:144）孫女。误称是孟古哲哲的堂妹。若是拜三之女，当是孟古哲哲同族侄女。拜三之子即和碩额驸都統蘇鼐，娶努尔哈赤第六女:144，146。当代研究者王冕森查询国家图书馆藏《葉赫納蘭氏八旗族譜》，并未发现有关于拜三为绰奇之父的记载。故他认为绰奇仍是孟古哲哲妹妹、杨吉砮贝勒之女:145。

## 生平
父亲杨吉砮在萬曆十二年（1584年）逝世。姐姐孟古哲哲在萬曆三十一年（1603年）九月病逝。绰奇成为努尔哈赤福晋的时间不详。萬曆四十年十二月（1613年年初），绰奇生努尔哈赤第八女、和碩公主松古圖。
天命五年（1620年）三月，小妻塔因查檢舉努爾哈赤的大福晉竊藏很多金銀財物，相關部門發現大福晉私藏的衣物大多是她不應該擁有的物品，努爾哈赤命葉赫之納納昆福晉和烏雲珠阿巴蓋福晉看那些物品，告訢她們大福晉所犯之罪。此外，努爾哈赤将大福晉所製蟒緞被二床和閃緞褥二床，賜與葉赫二福晉各一套。檔案簡稱這兩位福晉為「葉赫二福晉」。虽然當時努爾哈赤可稱為福晉的妻室中，僅有她為葉赫那拉氏。但从名字推测，并非绰奇福晋。
崇德八年（1643年）七月，绰奇和另一位姐妹辉发福晋做为皇太極姨妈，一同被邀请至清宁宫参加宴会，获得赏赐。绰奇何时逝世，无记载:145。根據《欽定禮部則例》的記載，盛京福陵和昭陵妃園寢奉安壽康太妃、宸妃海蘭珠、懿靖大貴妃和康惠淑妃四人。惟根據《欽定盛京通志》的記載，在福陵右邊的壽康太妃園寢週坐北朝南，呈長方形。享殿東西兩側各有茶膳房三楹和果房三楹。享殿後面一共有三座丘塚，中間的大丘塚屬於壽康太妃，兩側的大丘屬於綽奇德和母和安布福晉。綽奇德和母满文原文ᠴᠣᡴᡳ 
ᡩᡝᡥᡝᠮᡝ（coki deheme）即绰奇姨母的音译，可知绰奇福晋安葬于此:145。

## 註譯
1. 1 2 3  努爾哈赤時代，后金貴族奉行一夫多妻多妾制[1]，宮闈未有位號，循國俗諸位妻子皆称福晋。側妃为後世文獻所用称谓，並非当朝称谓。
2. ↑  王冕森引用的赵殿坤的文章即《额腾额<叶赫纳兰氏八旗族谱>试评》[2]:145，赵殿坤文章参见[6]。
3. ↑  绰奇若为拜三之女，则是尼雅尼雅喀之曾孫女。孟古哲哲祖父太杵与尼雅尼雅喀是祝孔革之子[5]:144。所以，孟古哲哲当是拜三之女的同族姑母。